# Płyta Nazca

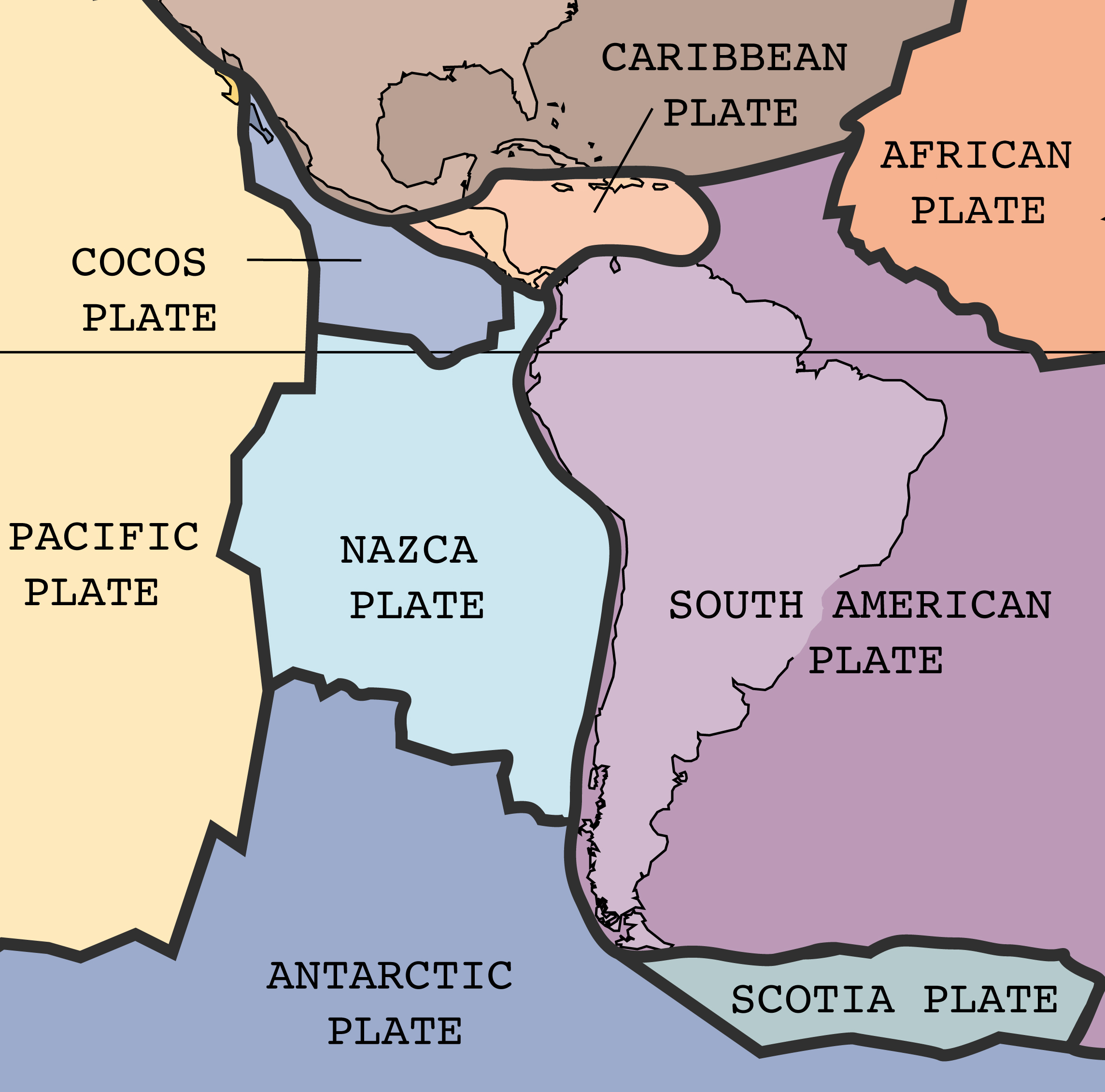
     Płyta Nazca

Płyta Nazca zaznaczona kolorem jasnoniebieskim

Płyta Nazca – płyta tektoniczna, która swoją powierzchnią obejmuje południowo-wschodnią część Oceanu Spokojnego, jest więc typową płytą oceaniczną. 
Na zachodzie, poprzez Grzbiet Wschodniopacyficzny graniczy z płytą pacyficzną, na północy z płytą kokosową, na wschodzie, poprzez Rów Atakamski z płytą południowoamerykańską, a na południu, poprzez Grzbiet Chilijski z płytą antarktyczną.
W południowej części płyty Nazca znajdują się Grzbiet Juan Fernandez i Grzbiet Nazca, a w północnej Grzbiet Galapagos.
Według tektoniki płyt płyta Nazca wsuwa się pod płytę południowoamerykańską, powodując powolne wypiętrzanie się Andów.